# Riccardo Zanotti
Riccardo Zanotti (Alzano Lombardo, 16 settembre 1994) è un cantautore, produttore discografico e polistrumentista italiano, frontman e fondatore del gruppo musicale Pinguini Tattici Nucleari.

## Biografia
Nato in provincia di Bergamo, nel 2010 fonda il gruppo dei Pinguini Tattici Nucleari insieme ad alcuni amici e compagni di studio. Dopo la maturità scientifica, conseguita presso il liceo scientifico Edoardo Amaldi di Alzano Lombardo (BG), si trasferisce a Londra dove lavora presso una caffetteria del brand Costa Coffee a Tottenham Court Road e studia nel corso di laurea in Commercial Music dell'Università di Westminster.
Dal 2012 è unico autore e compositore di tutti i brani dei Pinguini Tattici Nucleari e nel 2019 firma un contratto come autore e compositore in esclusiva con BMG.
Sempre nel 2019 è tra gli autori della musica dei brani TADB, sport ed everest presenti nell'album Disponibile anche in mogano dei Rovere, pubblicato il 29 marzo dello stesso anno. Sempre per i rovere collabora alla scrittura di musica e testo del brano come ha fatto jon, presente nell'EP Ultima stagione pubblicato nell'ottobre 2019, e di bim bum bam, singolo estratto dall'album Dalla Terra a Marte.
Il 17 gennaio 2020 esce l'album d'esordio di Scrima Fare schifo, contenente il brano Zanetti, di cui Zanotti è coautore di musica e testo.
Il 27 agosto è nella giuria del Festival di Castrocaro 2020, in onda su Rai 2. Il 3 settembre ha preso parte alla Partita del cuore come membro della squadra capitanata da Massimo Giletti, eliminata ai calci di rigore durante la prima partita del torneo contro la squadra capitanata da Salmo.
Il 3 novembre 2020 pubblica per Mondadori il romanzo Ahia!, titolo ripreso anche nell'omonimo EP dei Pinguini Tattici Nucleari uscito il 4 dicembre dello stesso anno.
Nel 2021 è coautore del brano Se mi pieghi non mi spezzi di Cmqmartina e di Bollywood di Loredana Bertè.

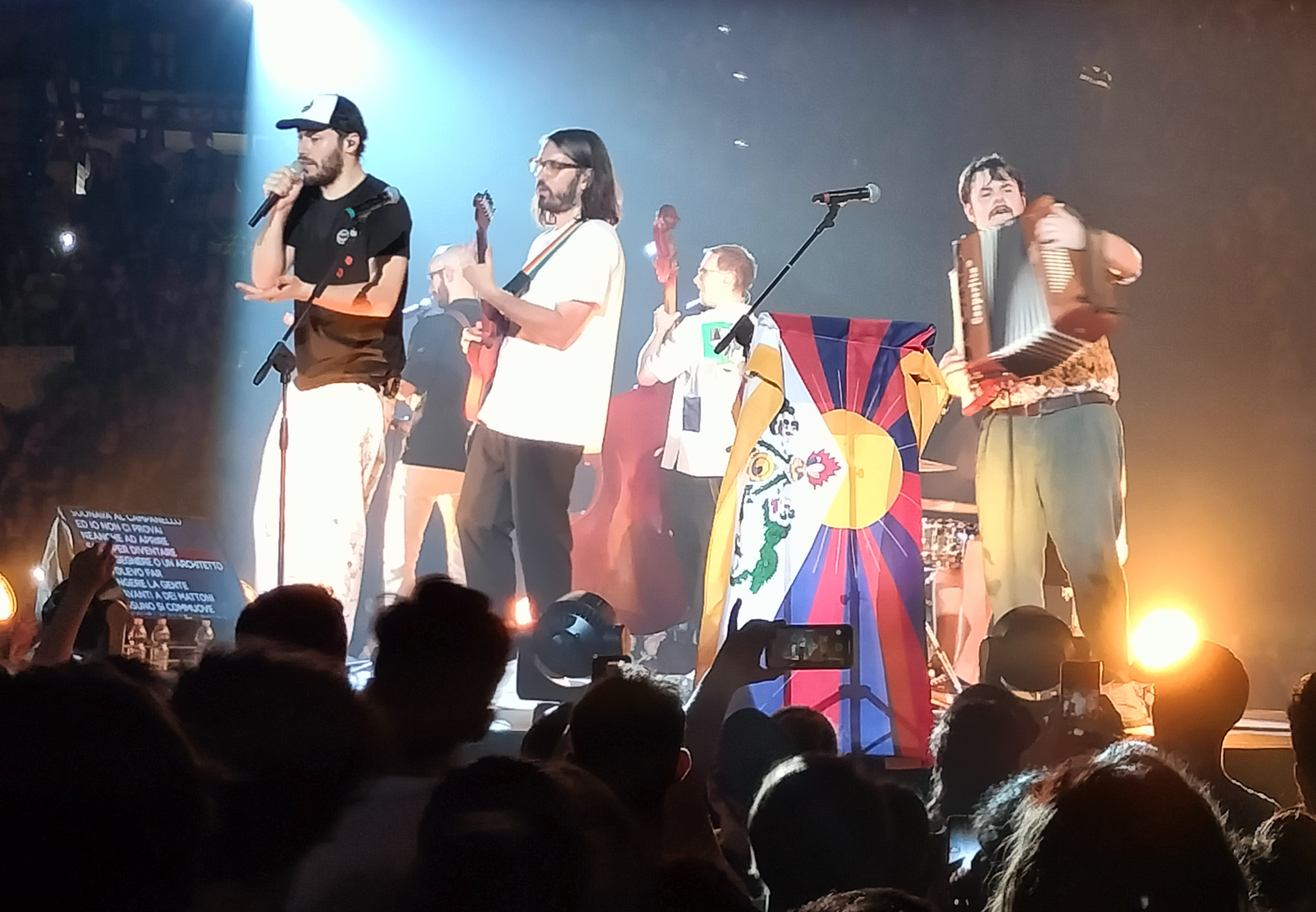
Riccardo Zanotti (a sinistra) con i Pinguini Tattici Nucleari in concerto il 4 luglio 2022

Nel 2022 collabora alla scrittura del testo di Peace & Love, brano dell'album Volevamo solo essere felici di Francesco Gabbani, mentre nel 2023 è tra gli autori di testo e musica del brano Terzo cuore, presentato da Leo Gassmann alla 73ª edizione del Festival di Sanremo, e di Un buon inizio, interpretato da Laura Pausini ed estratto dall'album Anime parallele.
Nel 2024 è coautore di musica e testo del brano Autodistruttivo, portato al 74º Festival di Sanremo da La Sad.

## Discografia

### Collaborazioni
- 2019 – Rovere feat. Riccardo Zanotti – Sport (da Disponibile anche in mogano)

### Autore per altri artisti
| Anno | Titolo                     | Interprete                   | Autori |
| ---- | -------------------------- | ---------------------------- | --- |
| 2019 | TADB                       | Rovere                       | Musica: L. Lambertini, G. Patelli, L. Stivani. Testo: R. Zanotti, N. Venceslai                                             |
| 2019 | Everest                    | Rovere                       | Musica: R. Zanotti, G. Patelli, L. Stivani. Testo: L. Lambertini, N. Venceslai                                             |
| 2019 | Come ha fatto jon          | Rovere                       | Musica: R. Zanotti, F. Gambarotto. Testo: R. Zanotti, F. Gambarotto, L. Lambertini, M. Paganelli, L. Stivani, N. Venceslai |
| 2020 | Zanetti                    | Scrima                       | Musica e testo: R. Zanotti, F. Scrima                                                                                      |
| 2020 | Pasta rossa                | Chiamamifaro                 | Musica e testo: A. Gori, R. Zanotti                                                                                        |
| 2020 | Domenica                   | Chiamamifaro                 | Musica: A. Belotti, A. Gori, G. Pesenti, M. Ravelli, R. Zanotti. Testo: A. Gori, R. Zanotti                                |
| 2021 | Londra                     | Chiamamifaro                 | Musica: A. Gori, G. Pesenti, M. Ravelli, R. Zanotti. Testo: A. Gori                                                        |
| 2021 | Addio sul serio            | Chiamamifaro                 | Musica: A. Belotti, M. Paganelli, R. Zanotti. Testo: A. Gori, R. Zanotti                                                   |
| 2021 | Bistrot                    | Chiamamifaro                 | Musica: A. Belotti, R. Zanotti. Testo: A. Gori, R. Zanotti                                                                 |
| 2021 | Limiti                     | Chiamamifaro                 | Musica: A. Belotti, A. Gori. Testo: A. Gori, R. Zanotti                                                                    |
| 2021 | Bim bum bam                | Rovere                       | Musica: D. Franceschelli, L. Lambertini, M. Paganelli, L. Stivani, N. Venceslai, R. Zanotti. Testo: R. Zanotti             |
| 2021 | Se mi pieghi non mi spezzi | Cmqmartina                   | Musica: E. Brun, G. Pesenti, M. Sironi. Testo: M. Sironi, R. Zanotti                                                       |
| 2021 | Bollywood                  | Loredana Bertè               | Musica: L. Chiaravalli, G. Pesenti, R. Zanotti. Testo: L. Bertè, R. Zanotti                                                |
| 2022 | Il buio (mai calma)        | Enula                        | Musica: E. Bareggi, M. Paganelli, G. Pesenti, R. Zanotti. Testo: E. Bareggi, R. Zanotti                                    |
| 2022 | La libertà                 | Rovere                       | Musica: Ehrmantraut. Testo: D. Franceschelli, L. Lambertini, M. Paganelli, L. Stivani, N.Venceslai, R. Zanotti             |
| 2022 | Lupo                       | Rovere                       | Musica: Ehrmantraut. Testo: D. Franceschelli, L. Lambertini, M. Paganelli, L. Stivani, N.Venceslai, R. Zanotti             |
| 2022 | Libertà di parola          | SVD                          | Musica: M. Paganelli, P. Posani, R. Zanotti. Testo: F. Fagioli, R. Zanotti                                                 |
| 2022 | Peace & Love               | Francesco Gabbani            | Musica: F. Gabbani, M. Paganelli. Testo: F. Gabbani, R. Zanotti                                                            |
| 2022 | Pioggia di CBD             | Chiamamifaro                 | Musica: A. Belotti, M. Paganelli, R. Zanotti. Testo: A. Gori, R. Zanotti                                                   |
| 2023 | Terzo cuore                | Leo Gassmann                 | Musica: M. Paganelli, G. Pesenti, R. Zanotti. Testo: L. Gassmann, R. Zanotti                                               |
| 2023 | Un buon inizio             | Laura Pausini                | Musica: L. Pausini, R. Zanotti, G. Pesenti e M. Paganelli. Testo: L. Pausini, R. Zanotti, G. Pesenti e M. Paganelli.       |
| 2024 | Autodistruttivo            | La Sad                       | Musica: M. Botticini, M. Paganelli, R. Zanotti. Testo: M. Botticini, F. E. Clemente, E. Fonte, R. Zanotti                  |
| 2024 | Baciami stupido            | Arisa                        | Musica: R. Zanotti, L. De Crescenzo, A. Bonomo, S. Bertolotti. Testo: R. Zanotti, L. De Crescenzo, A. Bonomo               |
| 2024 | A cosa serve l'estate      | Svegliaginevra, Leo Gassmann | Musica: G. Scognamiglio, R. Zanotti. Testo: G. Scognamiglio, M. Paganelli, R. Zanotti.                                     |
| 2025 | Non sono io                | Noemi                        | Musica: A. La Cava, R. Zanotti, S. Tognini. Testo: A. La Cava, R. Zanotti.                                                 |

## Opere
- Ahia!, Mondadori, 2020, ISBN 978-88-04-73388-1.

## Riconoscimenti
- SIAE Music Awards
  - 2023 – Autore audio streaming[19]